# Pustelnia Brata Alberta

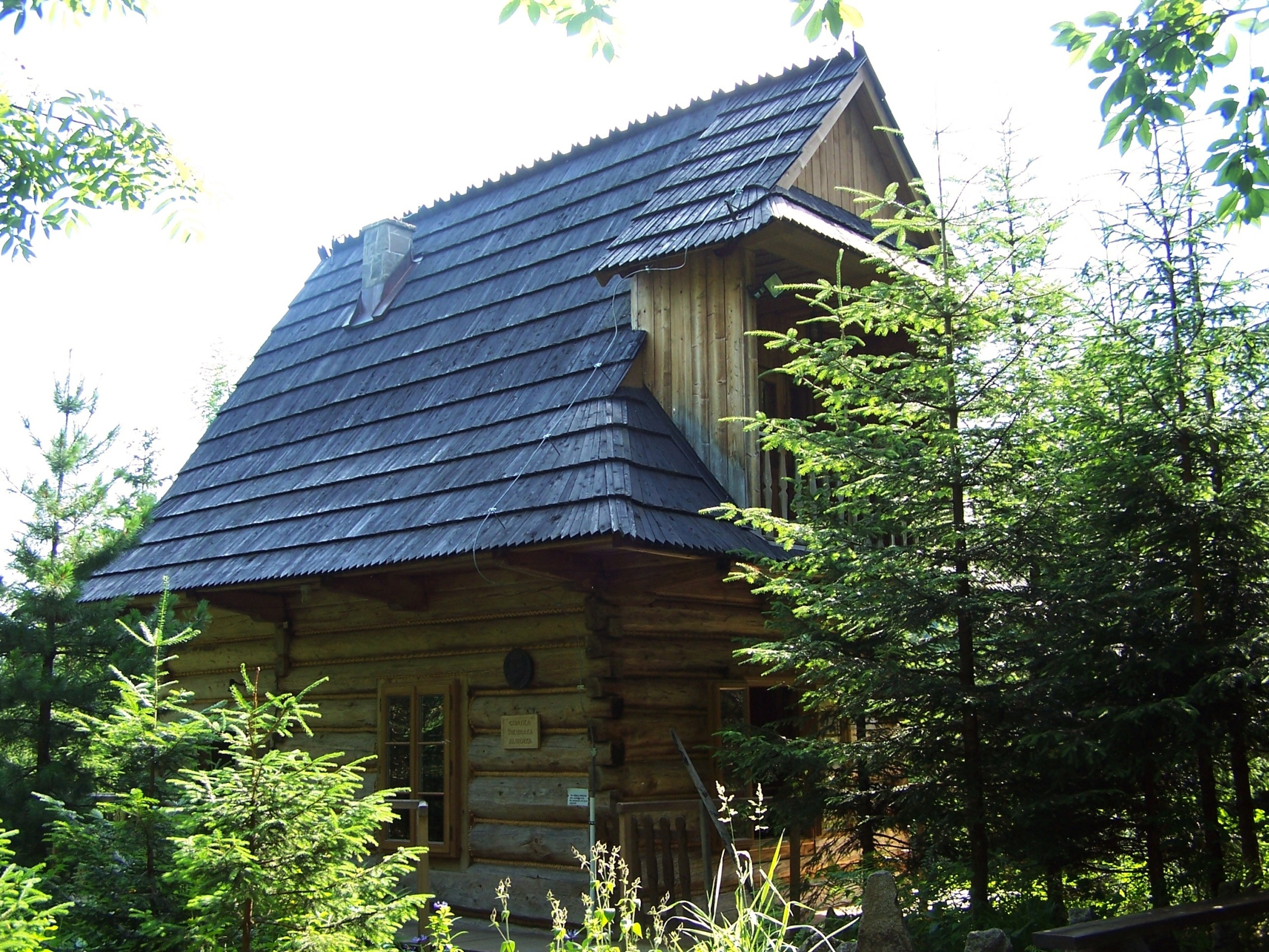
Pustelnia Brata Alberta

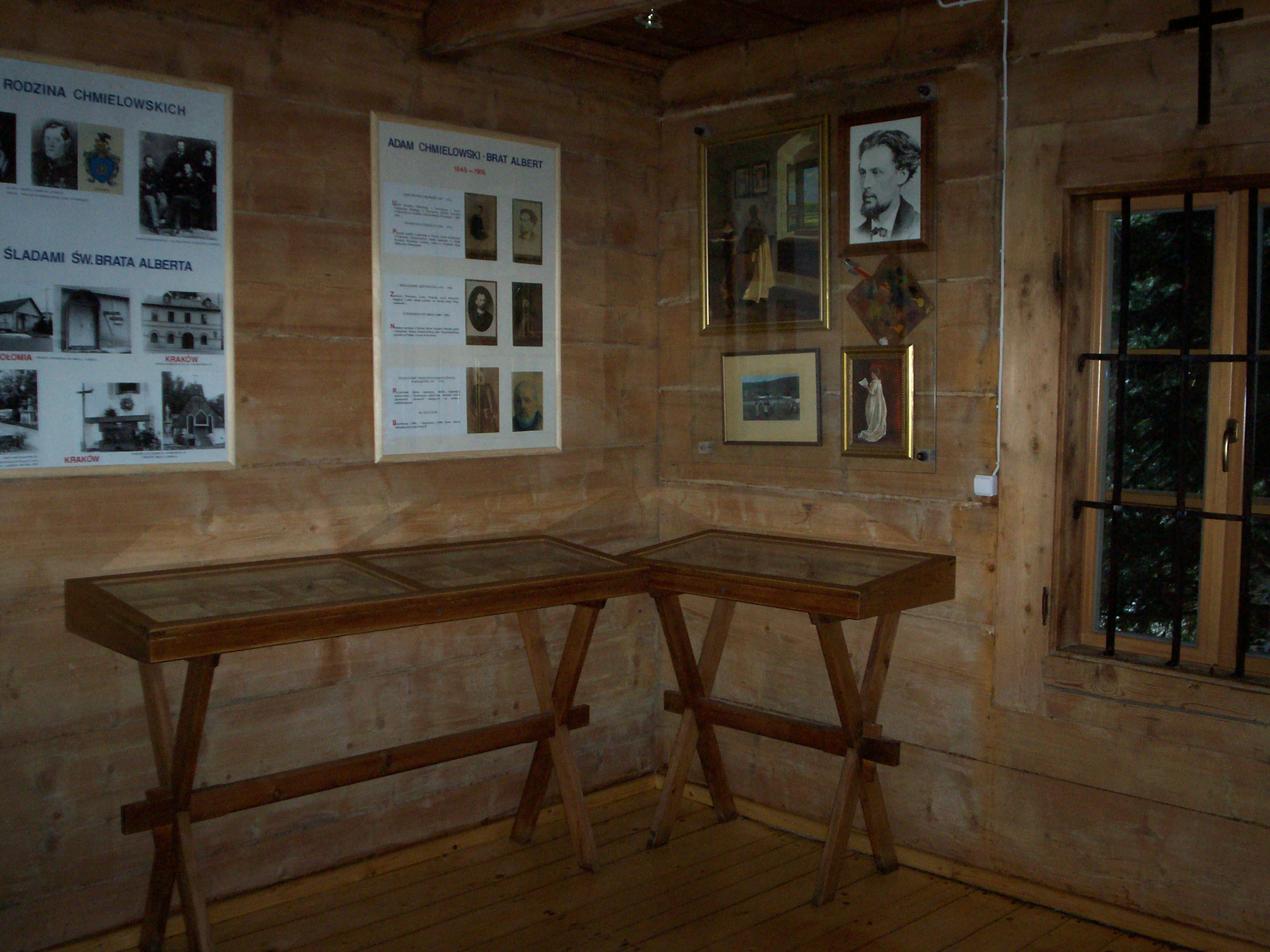
Izba pamięci brata Alberta

Pustelnia Brata Alberta – niewielki drewniany budynek w klasztorze Albertynek na Kalatówkach w Zakopanem. Wybudowany został w 1901. Jest to skromny w formie dwuizbowy budynek z poddaszem, niewielkim gankiem i wąskim przedsionkiem. Jeden pokoik przeznaczony był na pomocnicze pomieszczenie dla księży, którzy odprawiali msze święte w kaplicy albertynek, drugi na celę dla brata Alberta, czyli Adama Chmielowskiego, założyciela tego klasztoru. Przebywał w niej, gdy przyjeżdżał z Krakowa. Celę tę niemal w całości zajmuje drewniana, wąska prycza.
W swojej celi brat Albert przyjmował także przedstawicieli ówczesnej polskiej inteligencji przyjeżdżającej do Zakopanego na odpoczynek. M.in. gościli tutaj: Stefan Żeromski, Stanisław Witkiewicz, Karol Hubert Rostworowski, Stanisław Przybyszewski, Józef Konrad Korzeniowski. Stefan Żeromski w kaplicy klasztoru albertynek umieścił akcję swojej powieści Nawracanie Judasza. Pustelnię tę odwiedził również papież Jan Paweł II podczas swojej pielgrzymki do Polski w czerwcu 1997.
W 2001 pustelnia brata Alberta została wpisana do rejestru zabytków. W drugim pokoiku obok celi brata Alberta powstała izba jego pamięci, w której znalazły się książki, pocztówki i obrazki. Pustelnia znajduje się na szlaku turystycznym w Tatry. Początkowy odcinek z Kuźnic to brukowana granitowymi kamieniami droga nazwana Drogą Brata Alberta.

## Szlaki turystyczne
– niebieski z Kuźnic przez Kalatówki do schroniska PTTK na Hali Kondratowej. Odległość od Kuźnic do pustelni 0,8 km, czas przejścia 12 min.